# Mẹ yêu con
"Mẹ yêu con" là một bài hát thuộc dòng nhạc đỏ và mang âm hưởng dân ca trữ tình Việt Nam, được sáng tác bởi nhạc sĩ Nguyễn Văn Tý. 
Nhạc phẩm ra đời năm 1956 khi đứa con gái đầu lòng của nhạc sĩ Nguyễn Văn Tý chào đời và ông đã sáng tác ca khúc này cho vợ mình. Thanh Huyền được cho là người thu âm lần đầu ca khúc này, ngoài ra nhiều nữ ca sĩ khác thuộc các thế hệ sau cũng đã thể hiện thành công ca khúc. Bài hát được nhiều khán thính giả Việt Nam yêu mến, được trình bày trong nhiều sự kiện, chương trình, cuộc thi. Năm 2024, tiết mục trình bày ca khúc này của nhóm nghệ sĩ trong chương trình Anh trai vượt ngàn chông gai đã tạo hiệu ứng xã hội mạnh trong nước.
Bài hát là một trong các tác phẩm của Nguyễn Văn Tý được trao tặng Giải thưởng Hồ Chí Minh về văn học nghệ thuật. Ca khúc cũng đã được đưa vào sách giáo khoa môn Âm nhạc và Mỹ thuật 9 cho học sinh Việt Nam trong Chương trình giáo dục phổ thông 2006.

## Hoàn cảnh ra đời
Vào năm 1953, nhạc sĩ Nguyễn Văn Tý cưới người vợ thứ hai là Bạch Lê, em gái của nhạc sĩ Nguyễn Văn Thương. Sau Hiệp định Genève, Việt Nam chia làm hai miền, nhiều nhạc phẩm trong giai đoạn này vừa có yếu tố tuyên truyền, thể hiện khát vọng hòa bình và phần nào có nét lãng mạn. Năm 1956, Nguyễn Văn Tý và Bạch Lê chào đón con gái đầu lòng tên là Nguyễn Thị Thái Linh. Thời điểm này, hai vợ chồng ông trở về quê sống trong hoàn cảnh khó khăn. Những điều này là nguồn cảm hứng để nhạc sĩ sáng tác ra ca khúc "Mẹ yêu con". Theo Nguyễn Văn Tý, ông cảm thấy lòng mình tràn ngập yêu thương và chỉ muốn ôm con vào lòng, và ca khúc đã được viết ra dành để tặng cho người vợ chứ không viết cho mình.
Ban đầu, Nguyễn Văn Tý sáng tác tác phẩm này cho giọng nam. Nhưng trong một lần tình cờ, nghệ sĩ Thanh Huyền nghe được giai điệu ca khúc và bị thu hút, bà đã ngỏ ý với Nguyễn Văn Tý để thể hiện ca khúc và ông đồng ý. Thanh Huyền được cho là người đầu tiên thu âm ca khúc và bản thu âm của bà đã được phát thanh trên sóng Đài Tiếng nói Việt Nam. Sau đó, Khánh Vân cũng đã thu âm ca khúc này.

## Đón nhận và phổ biến
Bản thu của Thanh Huyền được cho là đã giúp "Mẹ yêu con" được nhiều người biết đến, bài hát được phát liên tục trên các đài phát thanh và các chương trình ca nhạc. Sau bản thu của Thanh Huyền, ca khúc còn gắn liền với tên tuổi của một số nghệ sĩ khác, chẳng hạn như Lê Dung với bản thu trên nền piano mang tính chất thính phòng, hay Thu Hiền theo phong cách dân gian. Rất nhiều nữ ca sĩ nổi tiếng của Việt Nam đã thể hiện, trình bày ca khúc này như Anh Thơ, Tân Nhàn, Thanh Lam, Hương Lan, Lan Anh,... Qua gần 70 năm ra đời, bài hát được nhiều thế hệ người Việt Nam yêu thích và đã nhiều lần được trình diễn trên các sân khấu, chương trình, cuộc thi âm nhạc chuyên nghiệp trong nước. Bài hát được đưa vào sách giáo khoa Âm nhạc và Mĩ thuật cho học sinh lớp 9 tại Việt Nam trong Chương trình giáo dục phổ thông 2006.
Vào năm 2024, "Mẹ yêu con" đã được đội Nhà Tinh Hoa, gồm nhóm nghệ sĩ như Tự Long, Bằng Kiều, Phan Đinh Tùng, Tuấn Hưng, Jun Phạm, S.T Sơn Thạch, BB Trần, Soobin Hoàng Sơn, Kay Trần, (S)TRONG Trọng Hiếu, Kiên Ứng thể hiện trong chương trình Anh trai vượt ngàn chông gai và giúp cho đội này giành chiến thắng chung cuộc, đồng thời được lên sóng vào dịp kỷ niệm ngày Phụ nữ Việt Nam 20 tháng 10. Sân khấu tái hiện hình ảnh làng quê Việt Nam, có trấu, rơm rạ và người mẹ ôm con thơ. Tự Long mở màn tiết mục với tiếng "À ơi", sau đó Bằng Kiều chuyển tiếp vào phần lời bài hát, phần lời mới do Soobin Hoàng Sơn sáng tác cho ca khúc cùng phần lời rap do Binz chấp bút cũng được trình bày trong tiết mục. Sau ba ngày phát sóng, video ca khúc có hơn một triệu lượt xem và đứng top 3 trending của YouTube Việt Nam. Cộng đồng mạng Việt Nam đã sử dụng, lồng ghép phần trình bày của Soobin Hoàng Sơn vào các clip về quê hương, đất nước, tình mẹ,... và đạt triệu view trên TikTok.

## Đánh giá
Với bản thu của nghệ sĩ Thanh Huyền, theo nhà phê bình Nguyễn Quang Long, cách hát và cách xử lý của bà "tạo cảm giác thư thái, ổn định, hài hòa giữa kỹ thuật thanh nhạc và cách hát dân gian Bắc Bộ". Theo nhà phê bình Nguyễn Thụy Kha, "Mẹ yêu con ra đời trong bối cảnh đất nước vừa giành được độc lập, khát vọng hòa bình, xây dựng cuộc sống mới đang dâng cao. Tác phẩm không chỉ là lời ru con mà còn thể hiện niềm tin yêu vào tương lai, vào thế hệ trẻ tiếp bước cha anh xây dựng đất nước".

## Vinh danh
Năm 2000, bài hát là một trong sáu ca khúc của Nguyễn Văn Tý đã giúp ông được trao Giải thưởng Hồ Chí Minh đợt II về văn học nghệ thuật. Năm 2024, phần trình bày ca khúc trong chương trình Anh trai vượt ngàn chông gai đã được đề cử tại Giải Mai Vàng.